# Banksia paludosa
Banksia paludosa är en tvåhjärtbladig växtart. Banksia paludosa ingår i släktet Banksia och familjen Proteaceae.

## Underarter
Arten delas in i följande underarter:
- B. p. astrolux
- B. p. paludosa